# Зелений Дуб
Зелений Дуб — село в Україні, у Рівненському районі Рівненської області. Населення становить 117 осіб.

## Географія
Село розташоване на лівому березі річки Кутянки.

## Історія
У 1906 році урочище Будеразької волості Дубенського повіту Волинської губернії. Відстань від повітового міста 35 верст, від волості 15. Дворів 17, мешканців 92.

## Населення
Згідно з переписом УРСР 1989 року чисельність наявного населення села становила 164 особи, з яких 81 чоловік та 83 жінки.
За переписом населення України 2001 року в селі мешкало 116 осіб. 100 % населення вказало своєю рідною мовою українську мову.